# Сушица (Маврово и Ростуша)
Сушица (мкд. Сушица) је насељено место у Северној Македонији, у западном делу државе. Сушица припада општини Маврово и Ростуша.

## Географија
Насеље Сушица је смештено у западном делу Северне Македоније. Од најближег већег града, Дебра, насеље је удаљено 28 km североисточно.
Сушица се налази у доњем делу историјске области Река. Насеље је положено високо, на западним висовима планине Бистра, док се даље ка западу тло стрмо спушта у уску долину реке Радике. Надморска висина насеља је приближно 1.400 метара.
Клима у насељу је планинска.

## Становништво
По попису становништва из 2002. године Сушица је била без становника.
Претежно становништво у насељу били су македонски Словени православне вероисповести.